# Anna of the North
Pour les articles homonymes, voir North.
Anna Lotterud (née le 8 juin 1989), plus connue sous son nom de scène Anna of the North, est une auteure-compositrice norvégienne, basée à Oslo et originaire de Gjøvik.
Sa musique est souvent qualifiée de « soft, soul-baring electro-pop ». Son premier album studio, Lovers, est paru en 2017 et le second, Dream Girl, en octobre 2019.

## Biographie
Anna Lotterud est née à Gjøvik en Norvège. Elle a étudié le graphisme avant de déménager à Melbourne pour parfaire ses études.

## Carrière musicale
Pendant ses études à Melbourne, en Australie, Anna a rencontré le producteur Néo-Zélandais Brady Daniell-Smith à l'un de ses spectacles et ils ont formé ensemble Anna Of The North, avec Anna au chant et Brady pour les mélodies,.
En juin 2014, Anna of the North a sorti son premier single Sway, qui est tout de suite devenu un succès sur internet et lui a permis de décrocher un contrat d'enregistrement avec Honeymoon aux États-Unis. En septembre 2014, The Chainsmokers a officiellement remixé Sway,.
Elle a rajouté à ce single les chansons The Dreamer et Baby, qui ont été dans le top sur The Hype Machine et plus tard assiste Kygo en tournée à travers l'Europe. Au cours des mois suivants, elle a produit les chansons Us et Oslo, qui ont reçu de très bonnes critiques.
En mai 2017, Anna a annoncé son premier album Lovers avec le titre principal Someone avec comme date de sortie le 8 septembre. Le single Lovers est apparu en 2018 dans le film Netflix À tous les garçons que j'ai aimés.
En juillet 2017, Anna a participé au single de Tyler, the Creator Boredom et à 911 / Mr. Lonely de son album Flower Boy aux côtés de Frank Ocean. Anna a également été invitée à se produire avec Tyler, the Creator et Steve Lacy dans le talk-show The Late Show with Stephen Colbert.
Le second album studio d'Anna, Dream Girl, est sorti le 25 octobre 2019.

## Discographie

### Albums
- Lovers (2017)
- Dream Girl (2019)
- Crazy Life (2022)

### EPs
- Believe EP (2020)

### Singles
| Année | Titre                             | Album                                                 |
| ----- | --------------------------------- | ----------------------------------------------------- |
| 2014  | "Sway"                            | N/A                                                   |
| 2015  | "The Dreamer"                     | Piste bonus sur l'édition Japonaise de l'album Lovers |
| 2016  | "Baby"                            | Lovers                                                |
| 2016  | "Us"                              | Piste bonus sur l'édition Japonaise de l'album Lovers |
| 2017  | "Oslo"                            | Piste bonus sur l'édition Japonaise de l'album Lovers |
| 2017  | "Boredom"                         | feat. sur l'album de Tyler, The Creator "Flower Boy"  |
| 2017  | "911 / Mr. Lonely"                | feat. sur l'album de Tyler, The Creator "Flower Boy"  |
| 2017  | "Lovers"                          | Lovers                                                |
| 2017  | "Someone"                         | Lovers                                                |
| 2017  | "Money"                           | Lovers                                                |
| 2017  | "Fire"                            | Lovers                                                |
| 2017  | "Pick Me Up"                      | feat. sur l'album de G-Eazy "The Beautiful & Damned"  |
| 2018  | "Charlie Brown"                   | feat. sur l'album de Rejjie Snow "Dear Annie"         |
| 2018  | "Feels So Good"                   | feat. sur l'album de HONNE "Love Me / Love Me Not"    |
| 2019  | "Leaning On Myself"               | Dream Girl                                            |
| 2019  | "Used to Be"                      | Dream Girl                                            |
| 2019  | "Thank Me Later"                  | Dream Girl                                            |
| 2019  | "Playing Games"                   | Dream Girl                                            |
| 2020  | "Dream Girl (Home Made)"          | Believe                                               |
| 2020  | "Lovers (Home Made)"              | Believe                                               |
| 2020  | "Someone Special"                 | Believe                                               |
| 2021  | "Here's to Another"               | TBA                                                   |
| 2022  | "Meteorite (Feat. Gus Dapperton)" | Crazy Life                                            |
| 2022  | "Dandelion"                       | Crazy Life                                            |
| 2022  | "Bird Sing"                       | Crazy Life                                            |
| 2022  | "Nobody"                          | Crazy Life                                            |
| 2022  | "I Do You"                        | Crazy Life                                            |

## Prix et nominations

### Nomination
- 2018 : Meilleure nouvelle création étrangère aux GAFFA Awards[15]